# НКЛ-16
Аэросани НКЛ-16 — военно-транспортные сани, которые снабжены двигателем внутреннего сгорания с толкающим воздушным винтом (пропеллером). Это транспортное средство, предназначенное для передвижения по снегу и льду.

## История
Первый вариант трёхлыжных азросаней HKЛ-16, изготовленный в 1937 году под руководством главного конструктора Н. М. Андреева, выпускался промышленностью серийно в транспортном и санитарном исполнении.
В середине 50-х остро встал вопрос о замене аэросаней «НКЛ-16», применявшихся для доставки почты в северных районах страны ещё с начала сороковых годов и выходящих из строя по причине сильного износа.
Аэросани НКЛ-16 широко использовались на фронтах Великой Отечественной войны, особенно в зиму 1941/42 года. Они применялись для оперативной связи, доставки военных грузов, на них осуществлялись патрульные, десантные и боевые операции. При переброске десантов аэросани не только принимали бойцов с полным вооружением на борт, но и буксировали на специальных тросах 18—20 лыжников. В боевых условиях они по бортам буксировали прицепные волокуши, в которых размещались бойцы с пулемётом «Максим» и второй номер расчёта с необходимым боекомплектом. Кроме того, огонь из оружия могли вести через открывающиеся в крыше корпуса люки сидящие в машине бойцы.